# جاكسون كونواي
جاكسون كونواي (بالإنجليزية: Jackson Conway)‏ (3 ديسمبر 2001 بليدز في المملكة المتحدة - ) هو لاعب كرة قدم أمريكي في مركز الهجوم.

## وصلات خارجية
- جاكسون كونواي على موقع الدوري الأمريكي (الإنجليزية)
- جاكسون كونواي على موقع قاعدة بيانات كرة القدم.إي يو (الإنجليزية)
- جاكسون كونواي على موقع Soccerbase.com (لاعب) (الإنجليزية)
- جاكسون كونواي على موقع Soccerway.com (الإنجليزية)
- جاكسون كونواي على موقع عالم كرة القدم.نت (الإنجليزية)